# Claire Colebrook
Claire Colebrook (o Claire Mary Colebrook) (25 de octubre de 1965 (59 años), es una feminista, y teórica cultural australiana. Actualmente nombrada profesora de inglés Edwin Erle Sparks en la Pennsylvania State University.
Ha publicado numerosas obras sobre Gilles Deleuze, artes visuales, poesía, teoría queer, estudios fílmicos, literatura contemporánea, teoría, estudios culturales, y cultura visual. Es editora (con Tom Cohen) de las "Series de Libros Críticos del Cambio Climático" en Open Humanities Press.

## Biografía
La educación de Colebrook consistió en una licenciatura en Artes, por la Universidad de Melbourne (1987), un Bachelor of Letters en la Australian National University (1989) y un Ph.D. obtenido en la Universidad de Edimburgo (1993).

## Obra

### Algunos libros publicados
- New Literary Histories (1997)
- Ethics and Representation (1999)
- Deleuze: A Guide for the Perplexed (1997)
- Gilles Deleuze (2002)
- Understanding Deleuze (2002)
- Irony in the Work of Philosophy (2002)
- Gender (2003)
- Irony (2004)
- Milton, Evil and Literary History (2008)
- Deleuze and the Meaning of Life (2010)
- William Blake and Digital Aesthetics (2011)

### En colaboración
- Theory and the Disappearing Future con Tom Cohen y J. Hillis Miller (2011)
  - Como coeditora:
- Deleuze and Feminist Theory con Ian Buchanan (2000)
- Deleuze and History con Jeff Bell (2008)
- Deleuze and Gender con Jami Weinstein (2009)
- Deleuze and Law con Rosi Braidotti y Patrick Hanafin (2009)

## Honores

### Becas y premios
- British Academy Overseas Conference Award (2004)
- British Academy/Australian Academy Joint Award (con el Dr. David Bennett) (2006)
- Carnegie Trust Fund (2006)
- British Academy Small Grant (2006)
- Huntington Library Fellowship (2007)
- Arts and Humanities Research Council Leave Scheme (2007)
- Goldsmiths College (2008)
- Archive and Knowledge Transfer (2008)
- Profesora visitante distinguida, Friedrich Schlegel Escuela de Graduados, Universidad Libre, Berlín (2010)